# Wincenty Dybalski
Wincenty Dybalski (ur. 29 stycznia 1956) – polski lekkoatleta, który specjalizował się w pchnięciu kulą.

## Osiągnięcia
W roku 1975 uplasował się tuż za podium, zajmując czwarte miejsce w mistrzostwach Europy juniorów z wynikiem 17,24 m. Jeden raz, w 1980 roku przeciwko RFN, bronił barw narodowych w meczu międzypaństwowym. Pięciokrotny finalista mistrzostw Polski seniorów, zdobył jeden medal tej imprezy – brąz w 1981 roku. Był zawodnikiem bydgoskiego Zawiszy.

## Rekordy życiowe
- pchnięcie kulą – 19,65 m (20 sierpnia 1981, Bydgoszcz[4])